# 12061 Alena
12061 Alena (1998 FQ2) là một tiểu hành tinh vành đai chính được phát hiện ngày 21 tháng 3 năm 1998 bởi T. Stafford ở Zeno Observatory.